# El regne de Kensuke (pel·lícula)
El regne de Kensuke (títol original en anglès Kensuke's Kingdom) és una pel·lícula d'animació d'aventures del 2023 basada en la novel·la per a nens del mateix nom de Michael Morpurgo. La pel·lícula va debutar al Festival Internacional de Cinema d'Animació d'Annecy l'11 de juny de 2023.  L'estrena al Regne Unit va ser al 67è BFI London Film Festival el 14 d'octubre de 2023. L'estrena general a França es va fer el 7 Febrer de 2024, sota el títol Le Royaume de Kensuké. Ha estat subtitulada al català.

## Argument
Un nen (Aaron MacGregor) es va arrossegar per la borda durant una tempesta en un viatge en vela per tot el món amb la seva família a terra en una illa de l'Oceà Pacífic. Mentre allà, s'adona que algú (Ken Watanabe) és a prop, ajudant-lo amb la seva supervivència.

## Repartiment
- Aaron MacGregor com a Michael Morpurgo
- Sally Hawkins com a mare (Sra. Morpurgo)
- Cillian Murphy com a pare (Mr. Morpurgo)
- Ken Watanabe com a Kensuke
- Raffey Cassidy com a Becky
- Alfred Kodai Berglund com a Michiya (fill de Kensuke)

## Producció
El febrer de 2019 es va anunciar que una adaptació cinematogràfica d'animació de la novel·la per a nens El regne de Kensuke de Michael Morpurgo estava en desenvolupament, amb Sally Hawkins, Cillian Murphy, Ken Watanabe i Raffey Cassidy ambientats com a part del repartiment de veu, sobre la novel·la que segueix una versió de ficció del mateix Morpurgo encallat en una illa deserta quan era nen.
El setembre de 2020, la pel·lícula va entrar en producció després d'aconseguir un nou finançament.

## Recepció
Al lloc web de l'agregador de ressenyes Rotten Tomatoes, el 97% de les crítiques de 29 crítiques són positives, amb una valoració mitjana de 7,3/10. El consens del lloc web diu: Mantenint-se fidel al seu material d'origen, El regne de Kensuke és una història tranquil·lament atractiva amb una meticulosa animació en 2D que és més profunda que les ofertes mitjanes. Metacritic, que utilitza una mitjana ponderada, va assignar a la pel·lícula una puntuació de 68 sobre 100, basada en 5 crítics, indicant crítiques "generalment favorables".